# Р. В. С. (повесть)
«Р. В. С.» («революционный военный совет») — вторая повесть (в некоторых изданиях она именуется рассказом) А. П. Гайдара, первое произведение, написанное им для детей. В основу произведения положены наблюдения автора на Украине в 1919 году.

## Сюжет
Революция и Гражданская война на Украине. В семью мальчика Димки возвращается его дядя Головень, которого совсем недавно забрали красные в солдаты. Димка понимает что тот дезертировал из Красной армии, о чём ему открыто заявляет и получает сильный удар по шее. Головень начинает домашний террор. Отец Димки находится в Петрограде и не может помочь своим родным. Димка находит припрятанную винтовку Головня, начинает её рассматривать, но тот застаёт его за этим делом. Пытаясь убежать, Димка оступается в канаву, получает от Головня сильный тычок в спину, и готовится получить ещё и ещё. Но на его счастье мимо проезжает красный конный отряд, командир которого спасает его от расправы Головня. Боясь возвращаться домой, Димка решает обождать и вскоре знакомится со своим ровесником, бродягой Жиганом, приехавшим покормиться к своей крёстной Онуфрихе. Он обсуждает со своим новым товарищем возможность побега из дома, так как Головень из-за него терроризирует семью. 
Мальчишки собирают провизию для своего похода. Они находят в сарае возле своего тайника тяжело раненого незнакомца, в котором Димка узнаёт своего недавнего заступника. Мальчики помогают незнакомцу, Димка добывает у попа - отца Перламутрия йод для его ран. Димка жаждет поехать к отцу в Петроград, командир обещает написать для него пропуск. Отец Перламутрий является к матери Димки, обман вскрывается. К тому же мать Димки находит у него в кармане остатки махорки, которую от таскал незнакомцу. Димка говорит, что йод нужен для его любимого пса Шмеля, у которого была ссадина (его Головень ещё раньше, когда вернулся в Димкину семью, сильно ударил). Но У Головня всё равно просыпаются подозрения. Шмеля он грозится пристрелить. Он начинает следить за Димкой. Димка предупреждает об опасности незнакомца. Они с Жиганом договариваются возвращаться от незнакомца окольным путём, но Жиган, забыв об уговорах, идёт кратчайшим и его выслеживает Головень.      В темноте Головень принимает Жигана за Димку и кричит: "Стой, дьявол! Стой, собака!". Когда Жиган, испугавшись, запрыгивает на плетень, Головень его хватает, но Жигану удаётся, ударив Головня ногой в лицо, вырваться и убежать. Головень врывается к Димкиной матери, угрожая расправиться с её сыном. Но Димку на этот раз спасает то, что у него с весны не было обуви и ходил он босиком (а Жиган-то ударил Головня каблуком ботинка), о чём его мать сообщает Головню. Но потом, уже поняв, что вышла ошибка, Головень сообщает, что всё-таки убил Шмеля. Димка, случайно услышав такую новость, плачет. Мать, подошедшая к нему, это замечает и пытается его успокоить, но при её упоминании о Шмеле Димка плачет ещё сильнее. 
На следующий день раненый командир, узнавший, что красные находятся в городе, передаёт Жигану записку на блокнотном листе с буквами «Р. В. С.» в левом углу. Жиган спешит в город, при этом дважды натыкается на вооружённых «зелёных». В одном из отрядов находится Головень.     
Жиган добирается до штаба красных, те немедленно отправляют отряд на выручку командиру. Тем временем «зелёные» вместе с Головнём обыскивают сараи, Димка отказывается покинуть командира. Появившиеся красные разгоняют «зелёных». Красные выписывают семье Димки пропуски до Петрограда, а Жигану предоставляют документ с гербовой печатью, в котором говорится, что он «не шантрапа и не шарлыган, а элемент, на факте доказавший свою революционность».

## История создания
Вероятно, идея создания повести «Р. В. С.» пришла к Гайдару ещё во время службы в армии. В рукописи первой повести писателя, «В дни поражений и побед», был найден небольшой отрывок, который почти в изначальном варианте вошёл в новое произведение. А окончена была повесть в Ленинграде приблизительно в конце 1924 — начале 1925 годов.
Первая публикация состоялась на страницах второго номера ленинградского журнала «Звезда» в 1925 году. Жанром сокращённого произведения в том издании по воле редакторов стал рассказ. Во второй раз повесть была издана пермской местной газетой «Звезда» в апреле 1926 года. 24 февраля 1926 года Гайдар заключил с редакционно-издательским отделом «Пермкниги» договор, который гласил:

Тов. Гайдар-Голиков обязуется представить… к 6 марта 1926 года совершенно в готовом для печати виде труд свой под названием «Реввоенсовет» с правом напечатания его в газете «Звезда» и переиздания отдельной книжкой изданием «Пермкнига» в тираже не более 7000 экземпляров.
Затем Гайдар предложил свою повесть Госиздату, и она вышла отдельной книгой в июне 1926 года (а затем в 1930 году) с искажением текста. Гайдар был возмущён редакторским самоуправством и написал гневное письмо в редакцию газеты «Правда» (опубликовано 16 июля 1926 года):

Вчера я увидел свою книгу «Р.В.С» — повесть для юношества (Госиздат). Эту книгу теперь я своей назвать не могу и не хочу. Она «дополнена» чьими-то отсебятинами, вставленными нравоучениями, и теперь в ней больше всего той самой «сопливой сусальности», полное отсутствие которой так восхваляли при приёме повести госиздатовские рецензенты. Слащавость, подделывание под пионера и фальшь проглядывают на каждой её странице. «Обработанная» таким образом книга — насмешка над детской литературой и издевательство над её автором.
После последней публикации началась работа над повестью, адресованной именно детям. Исправленный Гайдаром текст произведения увидел свет в 1934 году в Детгизе и с тех пор ни разу не редактировался.
Изначально Гайдар писал повесть не для детского читателя, а для взрослого, о чём говорят и многие эпизоды оригинала, и замечание друзей писателя:

В нашей памяти …не сохранилось ни одного разговора Гайдара с товарищами по редакции «Звезды», ни даже хотя бы единой обмолвки его о том, что он считал «РВС» повестью или рассказом для детей.
В произведении много эпизодов, подробностей и логических связей, не понятных для детей; главные герои, дети, до самого конца повести так и не понимают значение букв "Р.В.С." на каждой странице блокнота незнакомца. Но именно это стало стилем писателя и в последующих детских произведениях - не упрощать жизнь под детское восприятие, не стремиться в произведении всё разъяснять или упрощать, давать жизнь такой, какая она есть, без скидок на уровень детского интеллекта.

## Значение произведения в творчестве Гайдара
В писательской деятельности Гайдара повесть «Р. В. С.» сыграла важную роль, что понимал и сам автор. С этим произведением стал формироваться свойственный писателю художественный язык общения с юным читателем, что позволило найти отклик в его сердцах.
В «Р. В. С.» автором впервые использован шаблон, который впоследствии повторится почти во всех его произведениях. Главный герой — мальчишка (как вариант, друзья-мальчишки) — помогает взрослым, чаще всего одетым в военную форму, преодолевает страх, сталкивается со смертью. Он — за наших, за «красных». События повествования связаны с главными событиями эпохи — революция, гражданская война, коллективизация, индустриализация, подготовка к будущей войне.

## Экранизации
По мотивам повести снят художественный фильм «Дума про казака Голоту» (1937). 
Режиссёром А. З. Морозом был также поставлен художественный фильм «Р. В. С.», вышедший на экраны 1 января 1977 года.